# Bernhard Achterberg

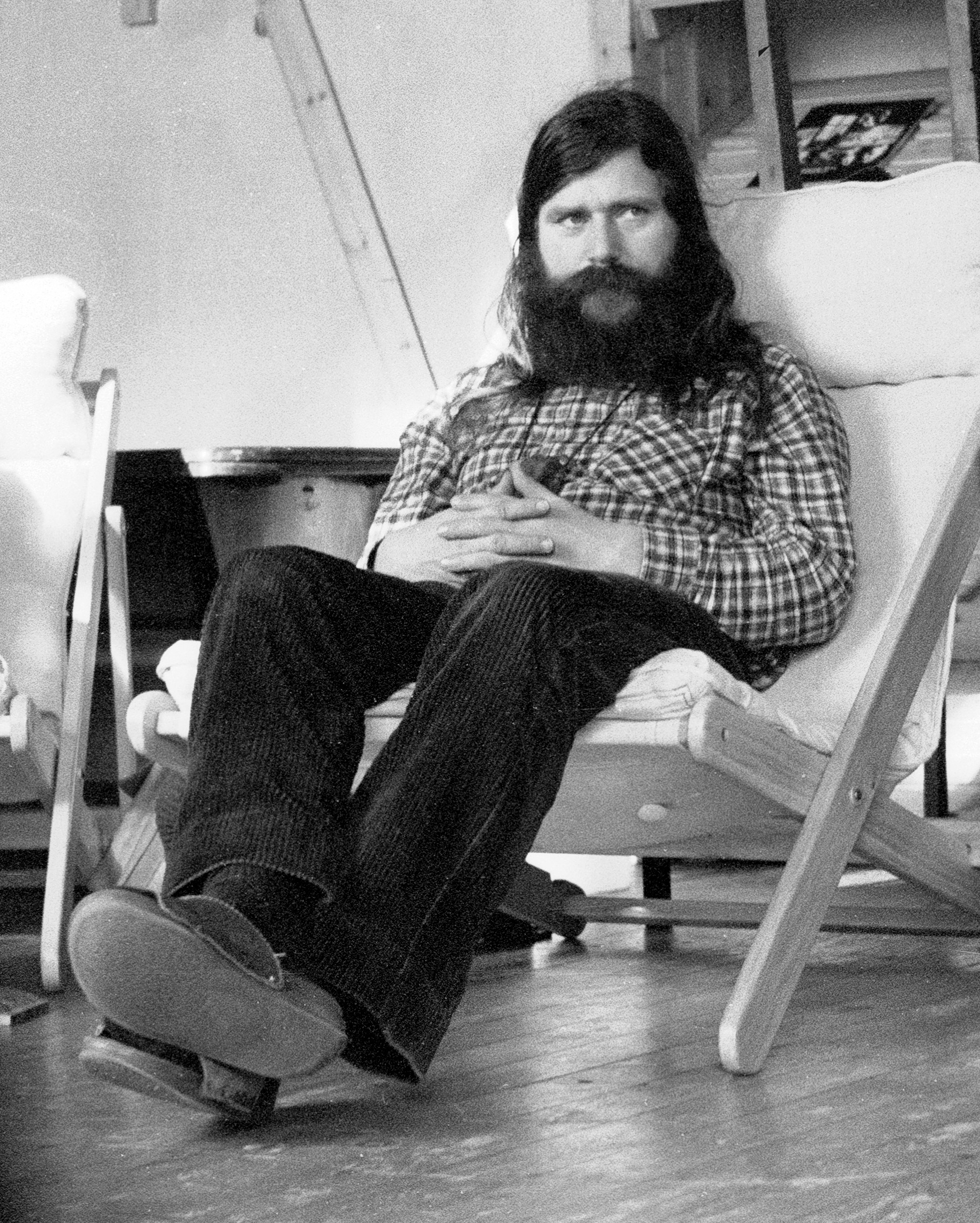
Bernhard Achterberg, Kassel 1983

Bernhard Achterberg (* 1945 in Borstel, Kreis Segeberg; † 5. August 1998 in Polen) war ein  deutscher Psychologe, Psychotherapeut und Hochschullehrer.

## Leben
Bernhard Achterberg war ein Sohn des nationalsozialistischen Funktionärs im Amt Rosenberg, Religionswissenschaftlers, Journalisten und Unitariers Eberhard Achterberg und seiner Frau Elisabeth, geb. Pusch, und ein Bruder von Gerd-M. Achterberg.

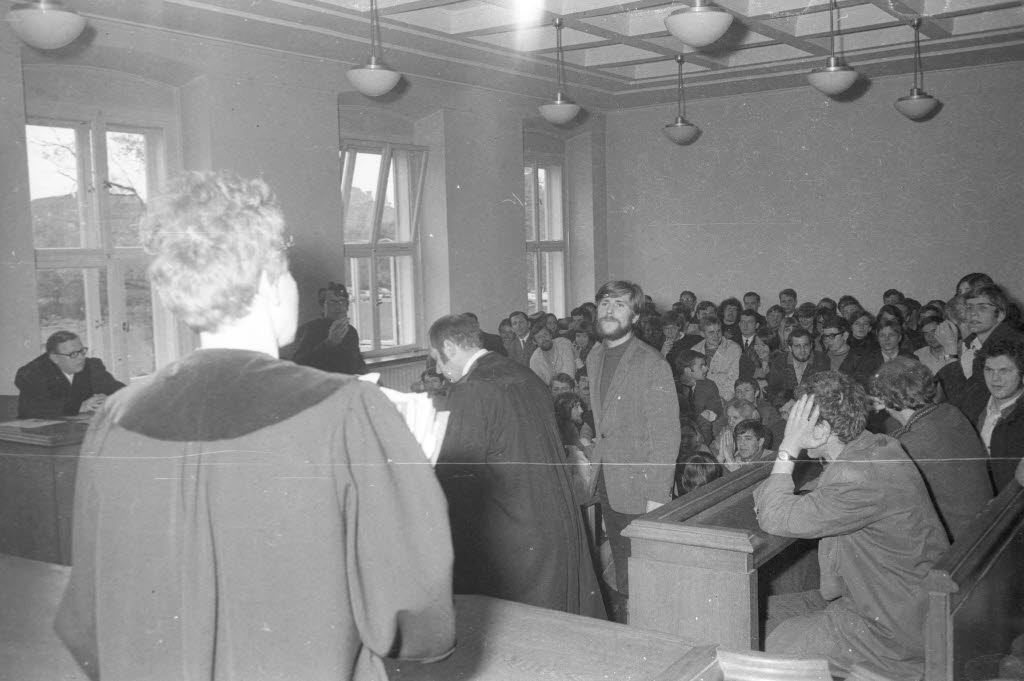
Bernhard Achterberg vor dem Amtsgericht Kiel

Während seiner Schul- und Studienzeit war er aktives Mitglied im Bund deutsch-unitarischer Jugend (BDUJ), einer bündischen Jugendorganisation, die den Deutschen Unitariern nahesteht. Er studierte an der Universität Kiel und engagierte sich ab Mitte der 1960er Jahre in der Hochschulpolitik. Achterberg trat dem SDS bei und wurde auf deren XXII. Delegiertenkonferenz, die im September 1967 in der Johann Wolfgang Goethe-Universität in Frankfurt am Main stattfand, in das 15-köpfige „Politkomitee des SDS“ gewählt. Im Komitee waren außer ihm (als Kieler SDS-Delegierten), fünf Berliner (u. a. Bernhard Blanke, Rudi Dutschke und Christian Semler), zwei Frankfurter (Reimut Reiche und Helmut Schauer), drei Münchener (u. a. Elmar Altvater), zwei Marburger (u. a. Frank Deppe) sowie zwei Heidelberger Delegierte (u. a. Eberhard Becker) vertreten. Das Politkomitee entwickelte sich auf dem Höhepunkt der Studentenbewegung der 1960er Jahre zur „Machtzentrale“ des SDS und ermöglichte, dass der SDS zur „strategisch planenden und taktisch operierenden Kerntruppe“ der Außerparlamentarischen Opposition (APO) gegen die Notstandsgesetze wurde.
Nach seinem Studium war Achterberg in unterschiedlichen Bereichen der Sozialarbeit tätig und hatte Praxiskontakte zur innovativen Psychiatrie in England, Italien und Bulgarien. Er war wissenschaftlicher Mitarbeiter an der Universität Göttingen und seit 1981 am Fachbereich Sozialwesen der Gesamthochschule Kassel, wo er 1983 mit einer Arbeit über J. R. R. Tolkien und Carlos Castaneda promovierte.
Sein Themenspektrum als Hochschullehrer an der Gesamthochschule Kassel, die 1993 in Universität-Gesamthochschule Kassel umbenannt wurde, war vielfältig und umfasste unter anderem Psychologische Beratung, Supervision, Psychiatrie, Drogenberatung und Randgruppenarbeit. Er entwickelte und lehrte eigene Methoden, wie etwa für Sozialberatung und Supervision, die er auch bei Weiterbildungsmaßnahmen vermittelte. Achterberg engagierte sich auch außerhalb der Hochschule; beispielsweise war er im September 1989 von dem Kunstverein Alte Schmiede in Wien eingeladen und wirkte dort bei einem mehrwöchigen internationalen Autorenprojekt mit.
Sein besonderes Interesse galt dem Psychodrama.

## Publikationen
- Bernhard Achterberg u. a. (Hrsg.): 300 Jahre Studentenschaft Christiana Albertina Kiel. ASTA und AG für aktive Hochschulpolitik der Universität Kiel, Kiel 1965. (Festschrift)
- Bernhard Achterberg u. a.: Angst, Erfahrung. Erfahrungsberichte, Analysen und Kritik zu „Angst im Kapitalismus“. 1. Aufl., Kübler Verlag, Lampertheim 1974, ISBN 3-921265-07-X.
- Bernhard Achterberg: Die Todesstrafe ist abgeschafft. Es geht auch anders. Zum Tod von Ulrike Meinhof. In: Graswurzelrevolution, Ausg. 20/21, 06/76 (= Juni 1976, S. 17f), ISSN 0344-2683.
- Bernhard Achterberg: Entfaltung eines Konzeptes von Verantwortung in Auseinandersetzung mit den Werken von Tolkien und Castaneda. Gesamthochschule Kassel, Kassel 1983 (Dissertation)
- Bernhard Achterberg: Rolle des Supervisors. Akademie für Jugendfragen, Münster 1983 (= Schriftreihe Supervision. Mensch, Arbeit, Organisation; hrsg. von: Akademie für Jugendfragen Münster, Heft 3), ISSN 1431-7168.
- Eberhard Achterberg: Die Kraft die uns trägt. Suche nach Sinn in einer bedrohten Welt. Hrsg. von: Bernhard Achterberg u. Christel Schmidt, Verlag Deutsche Unitarier, München 1985, ISBN 3-922483-05-4. (postume Textsammlung ab 1952, erstellt von seinem Sohn Bernhard Achterberg)